# Ż
Ż ، ż یکی از حروف الفبای لهستانی، کاشوبی و مالتی است. 
این حرف در لهستانی آوای [ʐ] را می‌رساند و با ژی سیریلیک یا Ž در بسیاری از زبان‌های اسلاوی همانند است. ż در زبان کاشوبی صدای [ʒ] را می‌رساند. در زبان مالتی حرف ż صدای ز را نمایندگی می‌کند.